# Labuah
Labuah is een bestuurslaag in het regentschap Simeulue van de provincie Atjeh, Indonesië. Labuah telt 452 inwoners (volkstelling 2010).